# Sofya Skya
Sofya Andreevna Arzhakovskaya (en ruso: Софья Андреевна Аржаковская; San Petersburgo, 12 de agosto de 1987), conocida artísticamente como Sofya Skya, es una actriz, bailarina de ballet, directora de cine y profesora rusa.

## Primeros años
Skya comenzó a asistir a clases de danza a temprana edad y, al cumplir nueve años, se matriculó en la Academia Vaganova de Ballet. A los doce, se mudó a Ufá para continuar su formación en ballet. Se graduó de la Escuela Coreográfica de Bashkiria. Como primera bailarina, Skya actuó como solista en ballets como El Lago de los Cisnes, La Bayadère, Blancanieves, La Esmeralda y Raymonda en el Teatro Estatal de Ópera y Ballet de Bashkortostán.
Skya ganó numerosos concursos de belleza. En 2005, inauguró el tercer Baile de la Ópera de Viena, evento benéfico en Moscú, y ganó el concurso “Gracia Rusa”. En 2006, ganó el concurso “Señora Mundo” en San Petersburgo.

## Carrera
En 2008, Sofya Skya asistió a un curso profesional de actuación en el Baron Brown Studio de Los Ángeles con Lisa Melillo. También trabajó con la famosa entrenadora de Hollywood, Michelle Danner, en el Larry Moss Official Studio para perfeccionar sus habilidades.
En 2008, Skya interpretó a una madre desesperada en The Courageous Heart of Irena Sendler, dirigida por John Kent Harrison. En 2009, consiguió su primer papel protagónico en La tumba, una película basada en Ligeia de Edgar Allan Poe, protagonizada por Wes Bentley y Eric Roberts.
Tras sus apariciones en estas películas, fue invitada a interpretar papeles en Candiles (2009) y en Sombras en el Paraíso (2010) junto a Mark Dacascos. También en 2010, apareció en la comedia rusa Klub Schast'ya, que la catapultó a la fama en Rusia.
En 2013, Skya protagonizó la película Assassin's Run (también conocida como Cisne Blanco), dirigida por Robert Crombie, junto a Christian Slater y Cole Hauser. En junio de 2013, Skya presidió la ceremonia de inauguración del 35.º Festival Internacional de Cine de Moscú.
También apareció en el thriller estadounidense My Stepdaughter (2015); el drama Opus of an Angel (2017), dirigido por Ali Zamani; y el thriller británico Welcome to Curiosity (2018).
En 2019, protagonizó el drama histórico Una vez hubo una guerra, junto a Ben Cross. La película trata sobre la guerra de 14 días entre Serbia y Bulgaria en 1885, dirigida por el director búlgaro Anri Kulev. Skya interpretó a la médica rusa, condesa Anastasia Golovina. En 2020, la película se proyectó en el 42.º Festival Internacional de Cine de Moscú, en el marco del programa especial “Rastro Ruso”.
En 2013, Skya interpretó un baile de la zarina Siuyumbiké en la ceremonia inaugural de la XXVII Universiada de Verano en Kazán.
Skya apoya eventos benéficos, como “Meet For Charity”.

## Filmografía

### Cine
| Año  | Título                | Director                                     | Rol       | Rol        | Rol   | Rol       | Rol                  | Nota  |
| Año  | Título                | Director                                     | Dirección | Producción | Guion | Actuación | Papel                | Nota  |
| ---- | --------------------- | -------------------------------------------- | --------- | ---------- | ----- | --------- | -------------------- | ----- |
| 2005 | Hope for the Addicted | Ver listaRobert Crombie Sofya Skya           | Sí        |            |       | Sí        |                      | [ 7 ] |
| 2009 | Ligeia                | Michael Staininger                           |           |            |       | Sí        | Ligeia               |       |
| 2010 | Shadows in Paradise   | J. Stephen Maunder                           |           |            |       | Sí        | Tte. Sasha Villanoff |       |
| 2010 | Klub schastya         | Igor Kalyonov                                |           |            |       | Sí        | Katya                |       |
| 2013 | Assassins Run         | Ver listaRobert Crombie Sofya Skya           | Sí        |            |       | Sí        | Maya Letiniskaya     |       |
| 2015 | My Stepdaughter       | Sofia Shinas                                 |           |            |       | Sí        | Skyla                |       |
| 2017 | Opus of an Angel      | Ali Zamani                                   |           |            |       | Sí        | Erin                 |       |
| 2018 | Welcome to Curiosity  | Ben Pickering                                |           |            |       | Sí        | Alina                |       |
| 2019 | Once There Was a War  | Anri Kulev                                   |           |            |       | Sí        | Anastasiya Golovina  | [ 8 ] |
| 2020 | Coven                 | Margaret Malandruccolo                       |           |            |       | Sí        | Emily                |       |
| 2022 | Nartai                | Ver listaVakhtang Khubutia Gulnara Sarsenova |           |            |       | Sí        | Yuliya               |       |
| 2023 | Vyzov                 | Klim Shipenko                                |           |            |       | Sí        | Tanya                |       |
| 2024 | Samaya bolshaya luna  | Alexei Popogrebsky                           |           |            |       | Sí        | Vera                 | [ 9 ] |

### Televisión
| Año  | Título                                | Papel             | Nota               |
| ---- | ------------------------------------- | ----------------- | ------------------ |
| 2009 | The Courageous Heart of Irena Sendler | Madre desesperada | Película de TV     |
| 2009 | CSI: NY                               | Olympia           | Serie; 1 episodio  |
| 2009 | Limelight                             | Tatyana           | Película de TV     |
| 2014 | Coca Cola Commercial                  | Bailarina         | Cortometraje de TV |

## Banda sonora
| Año  | Título              | Interpretación         | Nota     |
| ---- | ------------------- | ---------------------- | -------- |
| 2010 | Shadows in Paradise | «Don't Break My Heart» | Película |